# Velódromo de Nuevo Fáliro
El Velódromo de Nuevo Fáliro era un velódromo (Ποδηλατοδρόμιο) y estadio deportivo en la ciudad de El Pireo, la capital del país europeo de Grecia, utilizado para las pruebas de ciclismo en los Juegos Olímpicos de Verano celebrado en 1896, en lo que más tarde sería el Estadio Karaiskakis (Γήπεδο Γεώργιος Καραϊσκάκης).